# Murs (Indre)
Murs – miejscowość i gmina we Francji, w Regionie Centralnym, w departamencie Indre.
Według danych na rok 1990 gminę zamieszkiwało 150 osób, a gęstość zaludnienia wynosiła 7 osób/km² (wśród 1842 gmin Regionu Centralnego Murs plasuje się na 987. miejscu pod względem liczby ludności, natomiast pod względem powierzchni na miejscu 608.).